# Bassendean Town
Koordinaten: 31° 54′ S, 115° 57′ O

Der Town of Bassendean ist ein lokales Verwaltungsgebiet (LGA) im australischen Bundesstaat Western Australia. Bassendean gehört zur Metropole Perth, der Hauptstadt von Western Australia. Das Gebiet ist 11 km² groß und hat etwa 14.400 Einwohner.
Bassendean liegt am Swan River etwa zehn Kilometer nordöstlich des Stadtzentrums von Perth. Das Gebiet umfasst drei Stadtteile: Ashfield, Bassendean und Eden Hill. Der Sitz des City Councils befindet sich im Stadtteil Bassendean im Zentrum der LGA, wo etwa 10.300 Einwohner leben (2016).

## Verwaltung
Der Bassendean Council hat acht Mitglieder, die von den Bewohnern der drei Wards (je drei aus dem East und West Ward, zwei aus dem North Ward) gewählt. Aus dem Kreis der Councillor rekrutiert sich auch der Ratsvorsitzende und Mayor (Bürgermeister) des Towns.